# Oreopanax turbacensis
Oreopanax turbacensis är en araliaväxtart som först beskrevs av Carl Sigismund Kunth, och fick sitt nu gällande namn av Joseph Decaisne och Jules Émile Planchon. Oreopanax turbacensis ingår i släktet Oreopanax och familjen Araliaceae. Inga underarter finns listade.